# Пузанок азовський
Пузанок азовський (Alosa tanaica) — вид оселедців, поширений в Азовському морі та східній половині Чорного моря.

## Опис
Довжина до 20 см, звичні 14...16 см, вага до 60 грам, зябрових тичинок 62...85. Зимує в Чорному морі поблизу кавказького, українського та румунського узбережжя.

## Поширення
Поширений в Азовському морі в східній половині Чорного моря, на захід до Кара-Дагу і на південь до Батумі та північно-західній половині — біля українського та румунського узбережжя.

## Особливості біології
Напівпрохідна риба, що розмножується в низинах річок. Крізь Керченську та Кінбурнську протоки проходить навесні, в березні-квітні, а восени йде назад, на зимівлю. У квітні входить для ікрометання в пониззя Південного Бугу, Дону, Кубані, частково в Таганрозьку затоку перед гирлом Дону. Нерест відбувається приблизно з початку травня до початку липня, коли вода досягає +15°С. Статевої зрілості досягає в два роки, рідше в однорічному віці. Плодючість — 12...39 тис. ікринок. 
Риба, що віднерестилася, скочується в пониззя Південного Бугу, Дону, в Дніпровсько-Бузький лиман, Таганрозьку затоку. У морі харчується різноманітним зоопланктоном (ракоподібними), личинками комах та дрібною рибою.

## Охорона
На більшій частині ареалу стан природних популяцій виду залишається більш-менш стабільним. Саме тому він, згідно Червоного списку МСОП, отримав охоронну категорію «відносно благополучний вид». Але в окремих регіонах спостерігається тенденція до зниження чисельності популяції виду. Тому пузанок азовський занесений до Директиви Європейського Союзу 92/43/ЄС «Про збереження природних оселищ та видів природної фауни і флори» (Додаток II. Види рослин і тварин, що становлять особливий інтерес для Європейського Союзу, збереження яких потребує створення територій особливої охорони).

## Практичне значення
Господарське значення невелике.